# خبوزیه
خبوزیه (به عربی: الخبوزیة) یک شهرداری در الجزایر است که در استان بویره واقع شده‌است. خبوزیه ۵٬۵۷۲ نفر جمعیت دارد.